# HD 75289
HD 75289 (HR 3497) es una estrella de magnitud aparente +6,35 en la constelación de Vela, situada el noroeste de Suhail (λ Velorum), oeste de ψ Velorum, sureste de Naos (ζ Puppis) y noreste de γ Velorum.
En 1999 se anunció el descubrimiento de un planeta joviano en órbita alrededor de esta estrella.

## Características
HD 75289 es una enana amarilla de tipo espectral F9V, también clasificada como G0V.
Tiene una temperatura superficial de 6174 ± 30 K y su luminosidad casi duplica la del Sol.
Su radio es un 30% más grande que el radio solar y gira sobre sí misma con una velocidad de rotación igual o superior a 4,2 km/s.
Algo más masiva que el Sol, su masa es un 20% mayor que la masa solar.
Aunque en general HD 75289 es considerada una estrella joven, no existe un claro consenso en cuanto su antigüedad; diversos estudios estiman su edad entre 1000 y 2500 millones de años.
HD 75289 parece tener una compañera estelar de magnitud 13 cuya distancia mínima respecto a HD 75289 es de al menos 620 UA.
Es una enana roja cuya masa equivale al 14% de la masa solar.
Emplea más de 13 000 años en completar una vuelta alrededor del centro de masas común.
El sistema se encuentra a 94 ± 2 años luz del sistema solar.

## Composición química
HD 75289 muestra una metalicidad —abundancia de elementos más pesados que el helio— casi el doble de la del Sol ([Fe/H] = +0,29).
En la misma línea están los niveles de elementos como aluminio, silicio, calcio, cromo y níquel.
Por otra parte, azufre y zinc son sólo ligeramente más abundantes que en el Sol.
Asimismo, cabe señalar que su contenido de litio es netamente superior al de nuestra estrella (logє[Li] = 2,66).
Con el fin de estudiar la composición de hipotéticos planetas terrestres, se han evaluado las relaciones C/O y Mg/Si en HD 75289.
La relación C/O es 0,72, lo que implica que, al igual que en la Tierra, el silicio fundamentalmente se encontraría como cuarzo y silicatos.
Sin embargo, la relación Mg/Si —que controla la composición exacta de los silicatos de magnesio— es 0,93, valor inferior al del Sol; ello, conlleva que, de existir planetas terrestres, éstos puedan ser del tipo «Tierras ricas en silicio».

## Sistema planetario
En 1999 se dio a conocer la existencia de un planeta gigante, denominado HD 75289 b, en órbita alrededor de HD 75289.
Tiene una masa mínima equivalente al 42% de la masa de Júpiter.
Con una separación de sólo 0,046 UA respecto a su estrella —un 12% de la distancia entre Mercurio y el Sol— es un planeta del tipo «Júpiter caliente» que emplea 3,5 días en completar una órbita.
Desde este planeta, HD 75289 se vería en el cielo con un diámetro angular de casi 14º.
| Acompañante (En orden desde la estrella) | Masa (MJ) | Período orbital (días) | Semieje mayor (UA) | Excentricidad |
| ---------------------------------------- | --------- | ---------------------- | ------------------ | ------------- |
| b                                        | > 0,42    | 3,5098 ± 0,0007        | 0,046              | 0,024 ± 0,021 |